# Afrogarypus intermedius
Espèce
Synonymes
- Geogarypus intermedius Beier, 1955
- Geogarypus intermedius nanus Beier, 1959

Afrogarypus intermedius est une espèce de pseudoscorpions de la famille des Geogarypidae.

## Distribution
Cette espèce se rencontre en Ouganda, au Rwanda, au Congo-Kinshasa et au Kenya.

## Liste des espèces
Selon Pseudoscorpions of the World (version 3.0) :
- Afrogarypus intermedius intermedius (Beier, 1955)
- Afrogarypus intermedius nanus (Beier, 1959)

## Systématique et taxinomie
Cette espèce a été décrite sous le protonyme Geogarypus intermedius par Beier en 1955. Elle est placée dans le genre Afrogarypus par Harvey en 1986.

## Publications originales
- Beier, 1955 : Pseudoscorpionidea, gesammelt während der schwedischen Expeditionen nach Ostafrika 1937-38 und 1948. Arkiv för Zoologi, sér. 2, vol. 7, p. 527-558.
- Beier, 1959 : Pseudoscorpione aus dem Belgischen Congo gesammelt von Herrn N. Leleup. Annales du Musée du Congo Belge, Sciences Zoologiques, vol. 72, no 8, p. 5-69.